# Jack der Killer
Jack der Killer ist ein US-amerikanischer Kriminalfilm aus dem Jahr 1950 von Sam Newfield mit Kent Taylor und Sheila Ryan in den Hauptrollen. Der Film noir wurde von Lippert Production, Inc. produziert.

## Handlung
Auf einer Zugfahrt der Western Pacific Railroad durch Kalifornien erzählt ein Passagier seinen Mitreisenden die Geschichte des Eisenbahndetektivs Rod Kendall.
Die Geschichte beginnt mit dem zwielichtigen Frank Wicken, der nach langer Abwesenheit zu seinem Vater Joe zurückkehrt, der einen Krämerladen besitzt. Joe will seinem Sohn jedoch kein Geld geben. Frank bekommt ein Gespräch seines Vaters mit einem Kunden mit und erfährt, dass ein Bill Stuart mit den Lohngeldern der Eisenbahnangestellten an diesem Nachmittag erwartet wird. Er macht sich auf zum Bahnhof und ermordet den Stationsvorsteher Pop Michaels mit seinem Klappmesser. Er öffnet eine nahe dem Bahnhof liegende Klappbrücke, was Bill Stuart dazu veranlasst, auszusteigen und nach dem Rechten zu schauen. Frank erschlägt ihn und stiehlt die Lohngelder, die er in seinem Schlafsack versteckt.
Im Laden erzählt der Sheriff Joe, dass die Polizei das gefundene Tatmesser auf Fingerabdrücke untersucht. Er bittet Joe, Bills Schwester Martha die Neuigkeit zu übermitteln. Frank befindet sich auf Wanderschaft und bemerkt, dass er sein Messer verloren hat. Er begegnet Elmer, dem er dessen Messer mit einem Schein aus der Beute abkauft. Inzwischen sucht der Eisenbahndetektiv Rod Kendall den Sheriff auf. Die Fingerabdrücke konnten nicht zugeteilt werden, womit der Mörder noch nie mit der Polizei Kontakt hatte. Kendall erkennt, dass aus dem Bahnhofsgebäude Lebensmittel verschwunden sind. Kendall schließt daraus, dass der Mörder ein Hobo ist. Als Kendall Martha aufsucht, erfährt er, dass eine der gestohlenen Banknoten in Joes Laden aufgetaucht ist. Kendall eilt zum Laden und stößt auf den verwirrten Elmer, den er nach dem Käufer des Messers befragt.
Am nächsten Tag sucht Frank einen Barbier auf. Der Sheriff erscheint und verteilt eine Täterbeschreibung sowie eine Liste mit Seriennummern der gestohlenen Geldscheine. Frank eilt zurück ins Hobocamp, wo er die Nacht verbrachte. Die Hobos lachen über den Räuber, der sein Geld nicht ausgeben kann. Der Hobo Keystone erfährt, dass auf den Täter eine Belohnung ausgesetzt ist. Er folgt Frank auf einen Frachtzug und verlangt, als Partner zusammenzuarbeiten. Frank wirft Keystone kurzerhand aus dem Zug. Keystone erreicht den Laden und erzählt Kendall, er habe einen Mann gesehen, den man West Coast Kid nennt. Als Elmer den Käufer seines Messers beschreibt, wird Joe nervös.
Frank ist hungrig und braucht neue Kleidung. Er sucht einen Second-Hand-Laden auf, doch der Inhaber wird misstrauisch, so dass Frank ihn ersticht, als der nach einer Waffe greift. Mit der Waffe flüchtet Frank. Später ermittelt die Polizei die gleichen Fingerabdrücke wie auf dem Messer. Später gesteht Martha Kendall, dass sie Frank in Verdacht habe. Sie suchen Joe auf, dabei kann Kendall ein Foto, das Frank als Kind gemacht hat, mitnehmen. Als Martha und Kendall das Haus wieder verlassen, erscheint Frank. Joe will von seinem Sohn die Wahrheit wissen, wird jedoch niedergeschlagen. Frank stiehlt einige Lebensmittel und flüchtet.
Kendall untersucht das Foto und findet heraus, dass die darauf befindlichen Fingerabdrücke dieselben sind wie an den beiden Tatorten. Am nächsten Tag klärt Kendall Joe über Franks Verbrechen auf. Joe gesteht, dass sein Sohn bei ihm war. Elmer platzt in den Laden. Er hat Frank bei einer Hütte an einer Landstraße gesehen. Als Kendall mit Polizeieinheiten bei der Hütte ankommt, schießt Frank auf sie. Gerade als die Polizei Tränengas einsetzen will, erscheint Joe mit Martha und will mit Frank reden. Frank schießt jedoch seinen Vater nieder und flüchtet mit einem gestohlenen Auto. Nachdem der verletzte Joe versorgt ist, verfolgen Kendall und die Polizisten Frank bis zur Klappbrücke. Frank, bepackt mit dem Schlafsack voller Geld, klettert die Träger hoch und stürzt in den Tod. 
Im Zug erzählt der Passagier seinen Mitreisenden, dass Kendall und Martha geheiratet haben und zeigt auf das Ehepaar.

## Produktion

### Hintergrund
Drehbeginn war der 14. Dezember 1949. Gedreht wurde in Long Beach, u. a. an der Henry Ford Bridge.
Laut einer Meldung im The Hollywood Reporter unterstützte die damalige Eisenbahngesellschaft Western Pacific Railroad die Dreharbeiten.

### Besetzung
In einer kleinen nicht im Abspann erwähnten Nebenrolle trat Jason Robards sr. auf.

## Veröffentlichung
Die Premiere des Films fand am 17. März 1950 statt. In der Bundesrepublik Deutschland kam er am 6. Februar 1953 in die Kinos.

## Kritiken
Das Lexikon des internationalen Films schrieb: „Reißerischer und rüder Kriminalfilm mit grober Schwarzweißzeichnung der Charaktere; eine typische B-Produktion.“
Der Kritiker des TV Guide sah einen anspruchslosen aber spannenden und temporeichen Film, der überraschend gut gespielt ist. Der Regisseur konzentriere sich mehr auf die brutalen Aspekte als auf andere Facetten.